# Audiveris
Audiveris es un programa de reconocimiento óptico de música (OMR en inglés) de código abierto.
Permite importar partituras musicales escaneadas y exportarlas al formato MusicXML para su uso en otros programas, p. ej. editores de partituras o programas de paso de páginas para partituras digitales.
Audiveris está escrito en Java y publicado como software libre. La versión 4 de Audiveris fue publicada el 26 de noviembre de 2013 bajo licencia GNU General Public License (GNU GPLv2) y con acceso mediante Java Web Start. Desde el cierre de Project Kenai, en mayo de 2017, el código fuente de versiones anteriores así como el del actual desarrollo se ha trasladado a Github y está disponible bajo licencia GNU Affero General Public License (GNU AGPLv3).